# 下拉登
下拉登是德国莱茵兰-普法尔茨州的一个市镇。总面积2.00平方公里，总人口43人，其中男性25人，女性18人（2011年12月31日），人口密度22人/平方公里。